# Pentholaea
Pentholaea is een voormalig geslacht van zangvogels uit de familie vliegenvangers (Muscicapidae).

## Soorten
Het geslacht kende de volgende soorten:
- Pentholaea albifrons (witkapmiertapuit)
- Pentholaea arnotti
- Pentholaea collaris